# مات مولينغ
مات مولينغ (بالإنجليزية: Matt Mullenweg)‏ ولد في (11 يناير 1984) هيوستن، تكساس بالولايات المتحدة الأمريكية. ويعيش في سان فرانسيسكو، كاليفورنيا وهو أكثر شخص مشهور في تطوير تطبيق الويب ووردبريس الحر والمفتوح المصدر وهو الآن يدير مؤسسة «الووردبريس» وهو مؤسس شركة أتوماتيك المسؤولة عن تطوير موقع ووردبريس.كوم.
ووردبريس: هو نظام لإدارة المواقع بشكل عام والمدونات بشكل خاص وتم بناءه باستخدام لغة PHP وقواعد بيانات MySQL، وهو مفتوح المصدر وقام ببرمجته مجموعة من المطورين المتطوعين.
في يونيه 2002 بدأ «مات مولينج» باستخدام برمجيات التدوين "b2/cafelog" لتدوين الصور التي آخذها في رحلتة إلى واشنطن العاصمة بعد المشاركة في مسابقة "National Fed Challenge competition ". وقد ساهم في بعض الأكواد البرمجية الطفيفة فيما يتعلق بالكيانات المطبعية ونظافة رملينكس.
بعد عدة أشهر من توقف تطوير التدوين "b2/cafelog" في يناير 2003، أعلن على مدونته خطته للتفرع في البرنامج لجعله مواكبا لمعايير الويب واحتياجاته. وقام بالاتصال سريعا بـ"Mike Little " وبدأوا معا بإنشاء ووردبريس من مصدر برنامج B2. وانضم في وقت قريب المطور الأصلي لبرنامج B2 "Michel Valdrighi". كان «مات مولينويج» يبلغ من العمر تسعة عشر عاما في هذا الوقت، وكان طالب في جامعة هيوستن ويدرس (الفلسفة والعلوم السياسية).
في أبريل 2004 مع زميله المطور" “Dougal Campbell ، أطلقا موقع بينغ ماتيتش التي تعتبر مركزا لإعلام لمحركات البحث في المدونات مثل Technorati لتحديث المدونات. بينغ -ماتيتش حاليا يعالج ما يزيد على مليون يوميا من أوامر بينغ.
في يناير 2006 قام «مات مولينويج» بتعيين الرئيس التنفيذي السابق لشركة ومؤسس ياهو طوني شنايدر للانضمام إلى شركة أتوماتيك كمدير تنفيذي، في أبريل 2006 بلغ حجم ايداعات شركة أتوماتيك حوالي 1.1 مليون دولار في التمويل.

## النشأة والتعليم
وُلد مولينغ في هيوستن، تكساس، وارتادا المدرسة الثانوية للأداء والفنون البصرية حيث درس ساكسفون الجاز. درس مات في جامعة هيوستن حيث تخصص في العلوم السياسية، قبل أن يترك الدراسة في 2004 ليكمل مسيرته المهنية في شبكة سي نت.

## المسيرة المهنية
في يناير 2003، بدأ مات ومايك ليتل ووردبريس من قاعدة بيانات بي 2. انضم إليهما لاحقا مطور بي 2 الأصلي مايكل فالدري. كان مات في ذلك الوقت في التاسعة عشر من عمره، وكان في أولى سنواته الدراسية في جامعة هيوستن. شارك مات في تأسيس مجموعة البروتوكولات العالمية البصرية في مارس 2004 مع إريك ماير وتانتيك تشليك. في أبريل 2004، مع شريكه في تطوير ووردبريس، أطلقا Ping-O-Matic وهو موقع لإشعار محركات البحث عن الجديد في التدوينات.

## الجوائز والتكريم
في مارس 2007، اعتبرت شبكة بي سي وورلد أن مولينغ رقم 16 من بين أهم خمسين شخصية على الإنترنت، كما أنه أصغر شخصية في القائمة. في أكتوبر، تحصل مولينغ على خدمة الصورة التشخيصية الثابتة، وانتشرت شائعة مفادها أنه رفض عرضا بحوالي 200 مليون دولار أمريكي لشراء شركة أوتوماتيك. في 2008، فاز مويلنغ بجائزة مبدع تكنولوجيا المعلومات المقدمة من مدرسة فوكس لإدارة الأعمال التابعة لجامعة تمبل لهؤلاء الذين يطبقون تكنولوجيا المعلومات لخلق فرص عمل.
في يوليو 2008، ظهر مولينغ على غلاف لينكس جورنال. بعد ذلك بشهر، وضعته سان فرانسيسكو كرونكل على غلاف قسم الأعمال وأشارت إلى أنه لا يزال يقود شيفروليه لومينا كما أن ووردبريس كانت في المرتبة 31 على أليكسا بحوالي 90 مليون زيارة شهرية. في سبتمبر، كان مويلنغ أحد الأسماء في قائمة أهم 30 رائد أعمال تحت سن الثلاثين في مجلة إنك، وواحد من أكثر 25 شخصية تأثيرا على الإنترنت طبقا لبلومبيرغ بيزنس ويك.
في ديسمبر 2010، فاز مولينغ بجائزة تك فيلو في «تصميم وتسويق المنتجات». في يناير 2011، وضعت بيزنس إنسايدر مولينغ رقم 3 من بين 30 مؤسس تحت سن الثلاثين لتطويره ووردبريس كقوة وراء العديد من الأعمال.
في مارس 2011، كان مولينغ من بين أكثر عشرة أشخاص مؤثرين على الإنترنت لتغييره شكل الإنترنت في قائمة بيزنس إنسايدر. في أكتوبر 2011، وصل مولينغ إلى قائمة فانيتي فير لأكبر الإنجازات القادمة في دعم المواهب في التكنولوجيا والإعلام والسياسة والأعمال. في ديسمبر 2011، وصل مولينغ إلى قائمة فوربس لأهم ثلاثين شخصية تحت سن الثلاثين في وسائل التواصل الاجتماعي للتأثير الذي قام به في جعل التدوين مصدرا مفتوحا عالميا.